# Pleurothallis perijaensis
Pleurothallis perijaensis är en orkidéart som beskrevs av Galfrid Clement Keyworth Dunsterville. Pleurothallis perijaensis ingår i släktet Pleurothallis och familjen orkidéer. Inga underarter finns listade i Catalogue of Life.